# Jules Vercaigne
Jules Vercaigne (Moeskroen, 14 januari 1941 - 2 januari 2020) was een Belgisch senator.

## Levensloop
Vercaigne werd werkzaam bij de NMBS.
Als militant van de communistische PCB werd hij in 1965 verkozen tot gemeenteraadslid van Wasmuel, waar hij van 1971 tot 1976 schepen was. Na de fusie met Quaregnon was hij daar van 1977 tot 1994 eveneens gemeenteraadslid.
Van 1974 tot 1977 was hij tevens provincieraadslid van Henegouwen, waarna hij lid werd van het Centraal Comité van de PCB. Van 1981 tot 1985 zetelde hij voor deze partij ook in de Belgische Senaat als rechtstreeks gekozen senator voor het arrondissement Bergen-Zinnik, waardoor hij eveneens lid was van de Waalse Gewestraad en de Raad van de Franse Gemeenschap. In 1985 werd hij niet meer herkozen.